# Celtis sinensis
El almez chino (Celtis sinensis) es una especie de árbol usado como planta ornamental perteneciente a la familia Cannabaceae, es originaria del este de Asia.

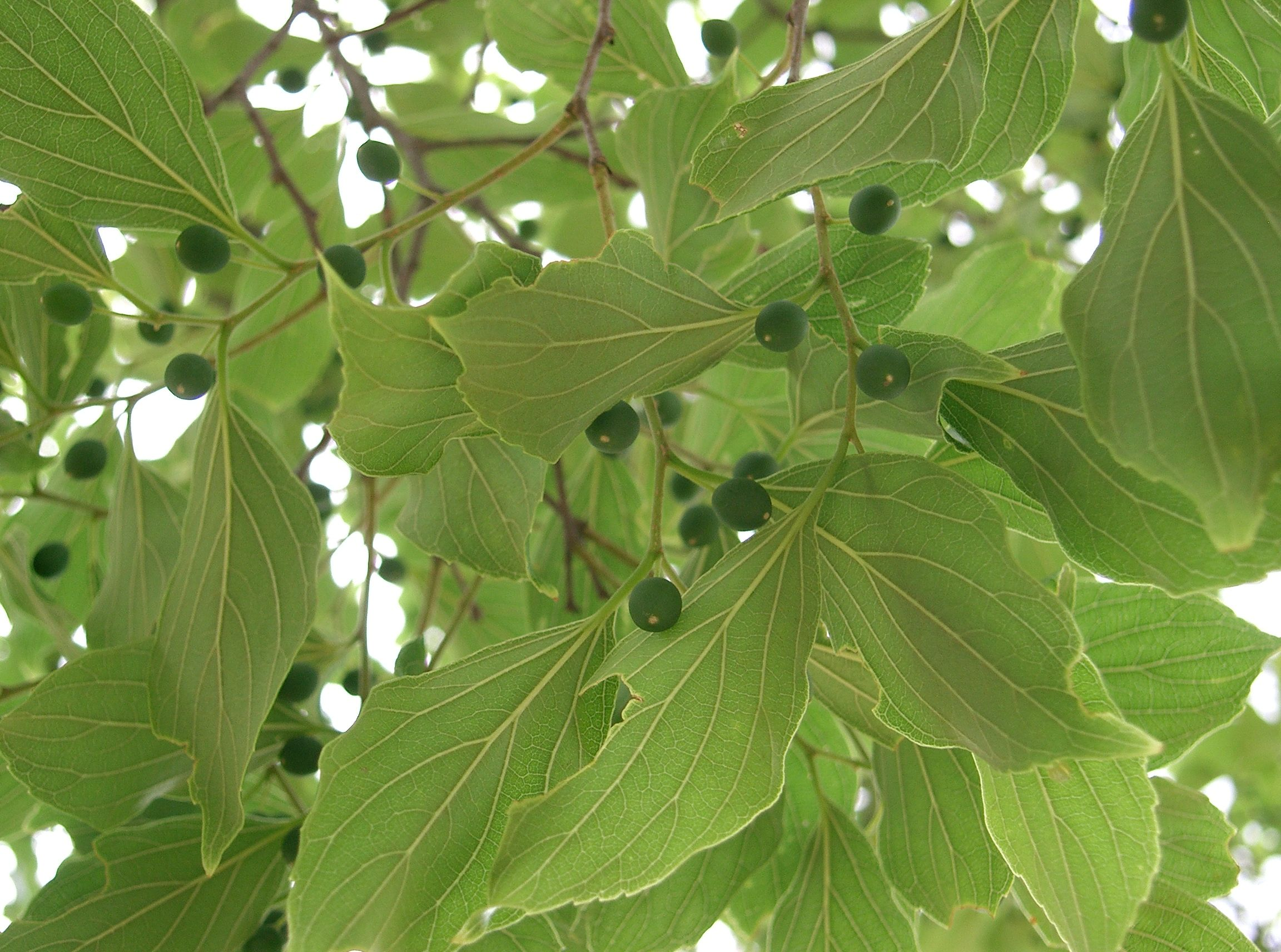
Detalle de las hojas

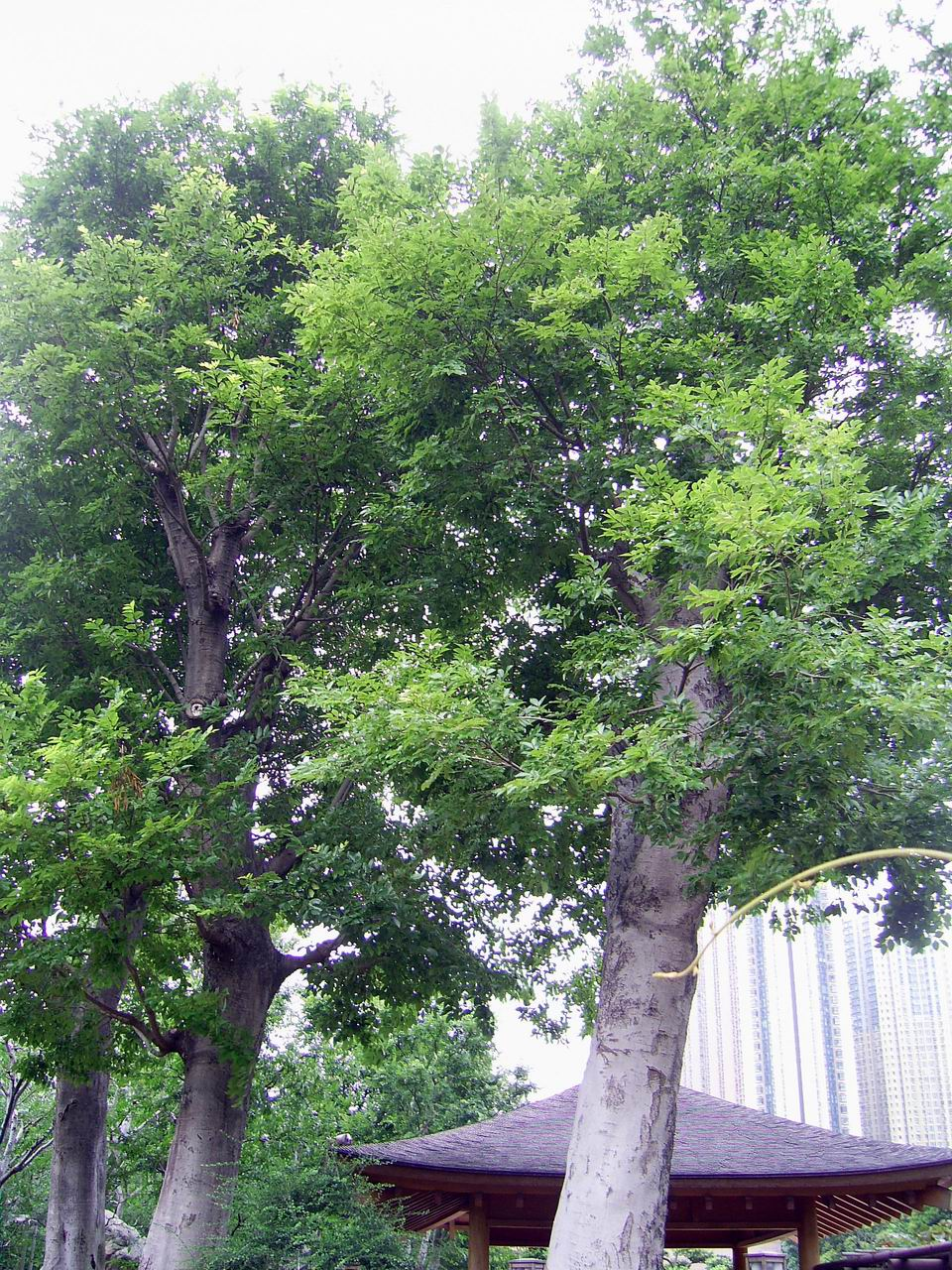
Vista del árbol

## Descripción
Es un árbol que crece hasta los 20 m de altura, con hojas caducas y corteza de color gris. El fruto es una drupa globosa de 5-7 (8) mm de diámetro. La floración se produce entre marzo y abril, y la fructificación en septiembre-octubre.
Sirve de alimento a las larvas del lepidóptero Hestina mena.

## Distribución y hábitat
Se encuentra en las laderas a una altitud de 100–1500 m en Anhui, Fujian, Gansu, Guangdong, Guizhou, Henan, Jiangsu, Jiangxi, Shandong, Zhejiang, y Sichuan provincias de China, así como en Japón, Taiwán, y Corea.  Es una especie introducida en Norteamérica.  Está declarada una maleza nociva en muchas partes del este de Australia.
Es usado como planta ornamental en los jardines del este de Asia.

## Taxonomía
Celtis sinensis fue descrita por Christiaan Hendrik Persoon y publicado en Synopsis Plantarum 1: 292. 1805.
Etimología
Celtis: nombre genérico que deriva de céltis f. – lat. celt(h)is  = en Plinio el Viejo, es el nombre que recibía en África el "lotus", que para algunos glosadores es el azufaifo (Ziziphus jujuba Mill., ramnáceas) y para otros el almez (Celtis australis L.)
sinensis: epíteto  geográfico que alude a su localización en China.
Sinonimia
- Celtis bodinieri H.Lév.
- Celtis bungeana var. pubipedicella G.H.Wang
- Celtis cercidifolia C.K.Schneid.
- Celtis hunanensis Hand.-Mazz.
- Celtis japonica Planch.[1]
- Celtis labilis C.K.Schneid.
- Celtis nervosa Hemsl.
- Celtis tetrandra subsp. sinensis (Pers.) Y.C.Tang
- Celtis willdenowiana Schult.
- Sponia sinensis Decne.
- Sponia willdenowiana G.Don[5][6]